# Demodokos (Sänger des Alkinoos)

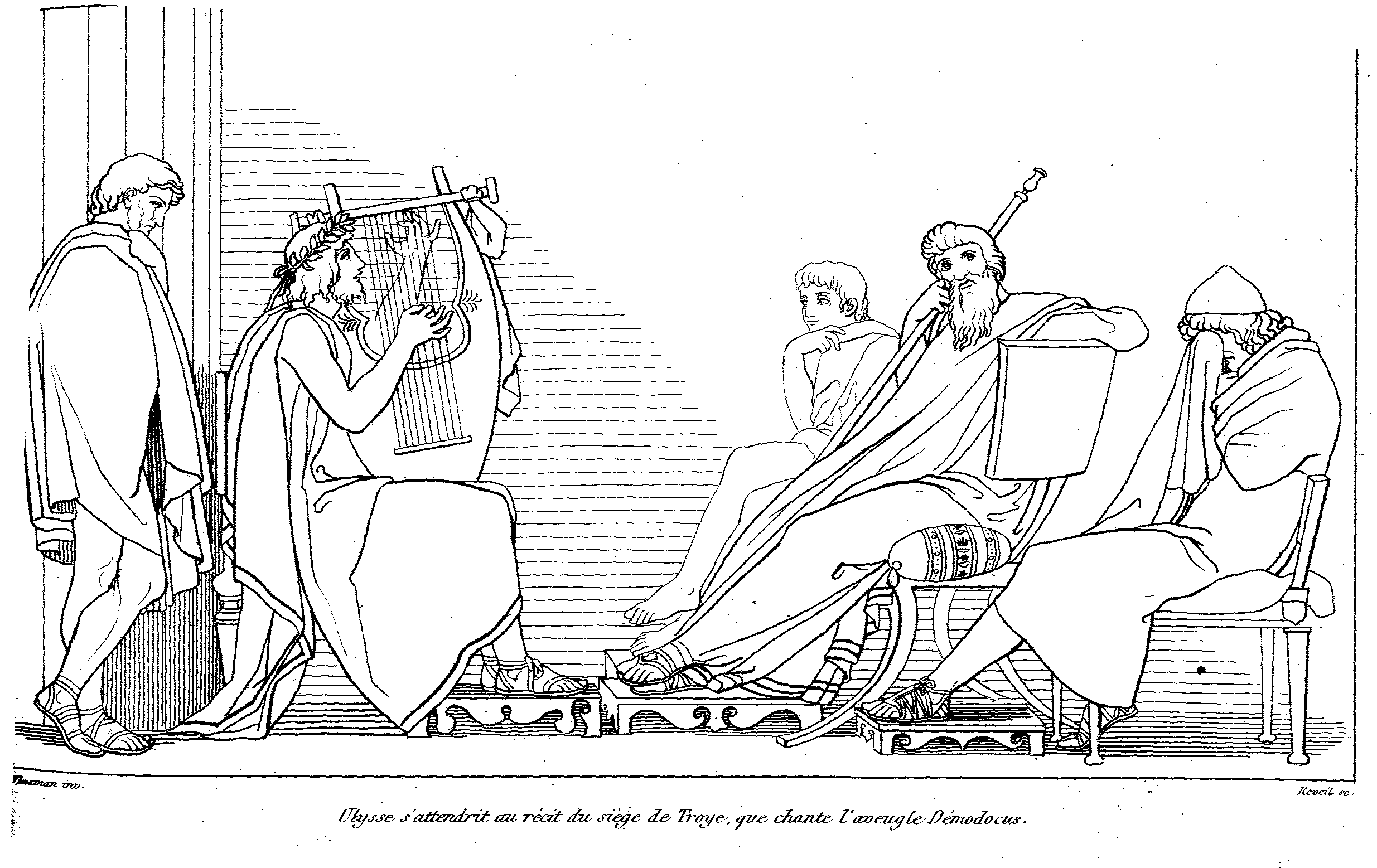
Demodokos mit Harfe, in der Illustration der Odyssey von John Flaxman (1810)

Demodokos (altgriechisch Δημόδοκος Dēmódokos) ist in der Odyssee von Homer der gottbegeisterte, blinde Sänger  in Scheria, dem Land der Phaiaken, dem die Muse die Augen nahm und süße Gesänge gab. 
Im Haus des Königs Alkinoos singt und spielt er zum Mahl und auf dem Markt zum Tanz. In Odysseus’ Gegenwart trägt er die Sagen vom Streite des Odysseus und Achilleus und vom Trojanischen Pferd vor, mit dessen Hilfe die Griechen Troja eroberten. Die vom Sänger beschworenen Erinnerungen übermannen Odysseus, der seine Tränen verbirgt, indem er den Mantel über den Kopf zieht. Später trägt Demodokos auch die burleske Geschichte vom Stelldichein des Ares und der Aphrodite und ihrer Gefangennahme durch den eifersüchtigen Hephaistos vor.
Am Thron des Apollon in Amyklai war Demodokos abgebildet, wie er zum Tanz der Phaiaken seinen Gesang anstimmt. Pausanias führt ihn zusammen mit dem gleichnamigen Sänger des Agamemnon als Beispiel für die Aöden an, die als Vertreter von Weisheit und Garanten der Sitte an den Höfen der Könige des heroischen Zeitalters weilten.